# Polycentropus flavostictus
Polycentropus flavostictus is een schietmot uit de familie Polycentropodidae. De soort komt voor in het Palearctisch gebied.